# Jacques-Pierre Amette
Jacques-Pierre Amette (18 de maig de 1943 a Saint-Pierre-sur-Dives (Calvados)), escriptor, dramaturg, guionista, biògraf i crític literari.
Premi Goncourt de l'any 2003.

## Biografia
Va estudiar a l'escola Mézeray a Argentan i després el batxillerat de filosofia i lletres. Acabat el batxillerat va fer el primer curs de Lletres a la Universitat de Caen (1964) i el 1965 va entrar de crític teatral a “Ouest-France”, i va escriure la primera novel·la "Le Congé". El seu primer article publicat va ser sobre Electra de Sòfocles, posada en escena pel desconegut en aquell moment Antoine Vitez. El 1967 va anar a París: va fer el servei militar en un lloc com a jardiner i al finalitzar va entrar com a redactor a la “Nouvelle Revue Française" de Gallimard, dirigida per Dominique Aury i Jean Grojean, i entre 196i 1969 va ser director de col·lecció de Mercure de França.
El 1970 va marxar a Martinica on va fer de periodista al diari local “France-Antilles” i de corresponsal per les Antilles franceses pel New York Times. Dos anys més tard va tornar a França i va integrar-se com a crític literari a la redacció de Le Point. Durant els anys 70 (1970-1974) també va treballar a la radio, on va escriure diverses obres per France Culture; una d'elles “Comment vous la trouvez,ma salade ?” va rebre el Premi Itàlia.
Alguns crítics l'han definit com que té la sensibilitat de Stendhal, la prosa de Flaubert i el fetitxisme de Zola.

## Obra literària

### Novel·les[4][5]
1965 Le congé
1966 Élisabeth Skerla décembre
1974 La vie comme ça
1977 Bermuda
1978 La nuit tombante
1981 Jeunesse dans une ville normande
1981 Exit (Novel·la negra amb pseudònim Paul Clément)
1982 Je tue à la campagne (Novel·la negra amb pseudònim Paul Clément)
1985 Enquête d'hiver
1987 L'après-midi
1992 La peau du monde
1993 Le voyage Hölderlin en France
1995 Province
1997 Les deux Léopards
1999 L'Homme du silence
2001 Ma vie, son œuvre
2003 La maîtresse de Brecht. Traduïda al català per Pau Joan Hernàndez
2007 Le lac d'or (Novel·la negra)
2009 Le journal météorologique

### Teatre
1974 Les sables mouvants
1989 Les environs de Heilbronn
1989 Le maître-nageur
1991 La Waldstein
1991 Après nous
1992 Singe
1992 Le mal du pays 
1993 Appassionata
1993 Passions secrètes, crimes d'avril que va estar representadta durant sis mesos al Teatre Montparnasse de París, protagonitzada per l'actor Stéphane Freiss.
1997 La clairière
2005 Le tableau de Poussin

### Altres
1970 Un voyage en province
1973 Les lumières de l'Antarctique
1986 Confessions d'un enfant gâté
1993 L'adieu à la raison
1994 Stendhal : 3 juin 1819
2007 Un étè chez Voltaire
2012 Liaison romaine

## Filmografia[7]
Ha col·laborat com a guionista en sèries de televisió com “Le Lyonnais”, (1992) “Eurocops” (1990) i “Le voyage en province"

## Premis
1971 Premi Itàlia per la peça radiofónica ““Comment vous la trouvez,ma salade ?”
1982 Premi Paul Flat de l'Academia Francesa per “Jeunesse dans une ville normande"
1986, Premi Roger Nimier per "Confessions d'un enfant gâté".
1997 Premi “Contre-point” per “Les deux leopards”
1992 Premi CIC de Teatre per "Passions secrètes, crimes d'avril".
2007 Premi Literari Princep de Mònaco.